# Resolució 80 del Consell de Seguretat de les Nacions Unides
La Resolució 80 del Consell de Seguretat de les Nacions Unides, aprovada el 14 de març de 1950, havent rebut els informes de la Comissió de les Nacions Unides per a l'Índia i Pakistan, així com un informe del general Andrew McNaughton, el Consell va felicitar a l'Índia i el Pakistan pel seu compliment de l'alto el foc i per la desmilitarització de Jammu i Caixmir i l'acord sobre el proper administrador del futur plebiscit, Chester W. Nimitz. El Consell va nomenar un Representant de les Nacions Unides per ajudar en els preparatius i la implementació del programa de desmilitarització, per assessorar els governs de l'Índia i el Pakistan, així com els del Consell, per exercir tot el poder i les responsabilitats de la Comissió de les Nacions Unides per l'Índia i el Pakistan, per tal que l'administrador del plebiscit assumeixi totes les funcions que se li assignin en la fase adequada de desmilitarització i que informi al Consell, segons consideri necessari.
La Resolució va demanar als dos governs que prenguessin totes les precaucions necessàries per garantir que continués l'alto el foc, va agrair als membres de la Comissió de les Nacions Unides per l'Índia i el Pakistan, així com al general A.G.L. McNaughton i va acceptar que la Comissió de les Nacions Unides per a l'Índia i Pakistan es cancel·laria un mes després que ambdues parts informessin al Representant de les Nacions Unides de la seva acceptació de la transferència de les competències i responsabilitats de la Comissió de les Nacions Unides.
La resolució es va aprovar amb vuit vots a favor; Índia i Iugoslàvia es van abstenir, i la Unió Soviètica estava absent quan es va produir la votació.